# NGC 74
NGC 74 је спирална галаксија у сазвежђу Андромеда која се налази на NGC листи објеката дубоког неба.
Деклинација објекта је + 30° 3' 41" а ректасцензија 0h 18m 49,5s. Привидна величина (магнитуда) објекта NGC 74 износи 15,3 а фотографска магнитуда 16,1. NGC 74 је још познат и под ознакама MCG 5-1-71, PGC 1219.